# Martin Kamburov
Martin Kamburov (bulgare : Мартин Камбуров) (né le 13 octobre 1980 à Svilengrad en Bulgarie) est un footballeur professionnel bulgare, joueur du CSKA Sofia.

## Biographie

### Plovdiv
Né à Svilengrad, Kamburov commence sa carrière au Botev Plovdiv puis dans le club rival du Lokomotiv Plovdiv, avec qui il gagne le championnat en 2004, et la 3e place en 2005. Kamburov est le meilleur buteur de ces deux saisons avec respectivement 26 et 27 buts.

### Al Ahly
En décembre 2005, Kamburov part aux Émirats rejoindre Al Ahly Dubaï pour 2 millions € dans un contrat de 5 ans. Il joue 22 fois et marque 9 buts et retourne en 2007 dans son ancien club du Lokomotiv Plovdiv.

### Asteras
En juillet 2007, Martin va en Grèce du côté du PAE Asteras Tripolis où il ne passe qu'une année. Il ne réussit pas à s'imposer et retourne en Bulgarie.

### Lokomotiv Sofia
Lokomotiv Sofia achète Martin Kamburov le 9 janvier 2009 pour un contrat de 3 ans. On lui donne le numéro 19. Kamburov fait un excellent début de saison avec 10 buts en 6 matchs dont un triplé contre le Levski Sofia le 11 avril 2009. Kamburov devient le meilleur buteur de la saison 2008/2009, avec 17 buts au total.

## Palmarès
- Championnat de Bulgarie 2004 (avec le Lokomotiv Plovdiv)
- Supercoupe de Bulgarie 2004 (avec le Lokomotiv Plovdiv)